# 茅ヶ崎物語 〜MY LITTLE HOMETOWN〜
『茅ヶ崎物語 〜MY LITTLE HOMETOWN〜』（ちがさきものがたり マイ リトル ホームタウン）は、2017年9月16日公開の日本映画。主演は宮治淳一、監督は熊坂出。配給はライブ・ビューイング・ジャパン。

## 概要
製作のきっかけとなったのは、小・中学校時代に桑田佳祐と同級生で「サザンオールスターズ」の名付け親である宮治淳一。宮治は、数々の音楽人を輩出し、多くの文化人ともゆかりの深い地元・茅ヶ崎の芸能史を自らの手で執筆・編纂するという作業を数年前から密かに始めていた。昨年、桑田が還暦を迎えるに際し、茅ヶ崎と芸能との関係性の謎を探る映像作品を制作し、プレゼントすることを思い立ち、人類学者の中沢新一と映画監督の熊坂出に協力を依頼。
その後、宮治と中沢は、それぞれのアプローチで始めた作業が進んでいくうちに、茅ヶ崎を代表する音楽人のひとりである、桑田佳祐の存在を掘り下げていかざるを得ないと感じ始め、この作品を発展させて1本の映画作品として一般公開を目指すこととなった。
本編では中沢への密着の他、烏帽子岩の誕生秘話や、毎年7月に行われる浜降祭の様子も紹介。また、加山雄三へのインタビューも行った。
後半パートでは1973年の宮治と桑田の出来事がドラマとして描かれており、宮治を神木隆之介、桑田を野村周平が演じた。劇中には賀来賢人や安田顕が登場。また、桑田も出演し烏帽子岩に上陸。ビートルズの「マネー」とエルヴィス・プレスリーの「ブルー・スエード・シューズ」を歌い上げている。
2018年4月4日にはDVD・Blu-rayとしてソフト化。また、同日に発売された桑田のライブ・ビデオ『がらくたライブ』の完全生産限定盤にも本作が封入された。

## キャスト
- 宮治淳一
- 中沢新一
- 加山雄三
- 萩原健太
- ナレーション - 小倉久寛
- 宮治淳一 - 神木隆之介
- 桑田佳祐 - 野村周平
- 賀来賢人
- 岩本えり子 - 須藤理彩
- 学校の先生 - 安田顕
- 桑田佳祐
- 村川絵梨
- 生徒 - 高橋優
- 伊村製作所
- 福崎那由他
- カリスマバンド - モノブライト

## スタッフ
- 監督・脚本・編集：熊坂出
- 音楽：サキタハヂメ[7]
- 主題歌：桑田佳祐「MY LITTLE HOMETOWN」（タイシタレーベル / ビクターエンタテインメント）
- 撮影：松井宏樹、翁長周平、熊坂出
- 制作プロダクション：スタジオブルー
- 配給：ライブ・ビューイング・ジャパン
- 製作：「茅ヶ崎物語 ～MY LITTLE HOMETOWN～」実行委員会（アミューズ）